# 1969年成年歲數（蘇格蘭）法令
《1969年成年歲數（蘇格蘭）法令》（英語：Age of Majority (Scotland) Act 1969；c. 39 （页面存档备份，存于））是僅適用於蘇格蘭的英國國會法令。該法令將法定成年歲數由21歲（在某些情況下為25歲）降低至18歲。
該法令與《1991年法律行為能力歲數（蘇格蘭）法令》不同，後者管限未成年人的法律行為能力，包括他們何時可以訂立合約。